# 劉季洪

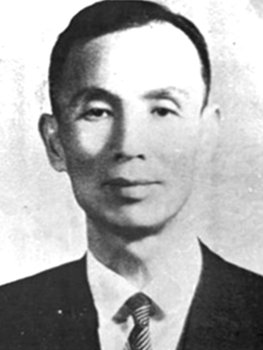

劉季洪（1904年4月18日—1989年1月15日），原名鐘，別號季洪，江蘇豐縣人，中華民國政治人物、教育家，中國國民黨黨員。

## 生平
劉季洪2歲喪父，其兄早逝，賴母親李氏扶養長大。六歲進私塾，再入縣立高等小學就讀，因家中經濟困難高小畢業後，即入徐州省立第七師範學校至1921年畢業，考取北京師範大學。北京師範大學化學系畢業，後赴美國華盛頓大學取得教育學碩士，1930年再取得化學博士學位。曾任湖南大學校長、河南大學校長、教育部主任秘書、教育部社會教育司司長、國立西北大學校長、國民大會代表、國立臺灣師範大學教授、正中書局總編輯、正中書局總經理、正中書局董事長、國立政治大學校長、考試院副院長、考試院院長、總統府資政等職。
1989年1月15日，以肺炎病逝於三軍總醫院，享壽86歲，卜葬於臺北縣三芝鄉（今新北市三芝區）北海墓園。

## 學生
- 趙景霖，興國中學的創辦人、首任校長[3]。